# Hai’an
Hai’an (海安县) ist ein Kreis der bezirksfreien Stadt Nantong in der chinesischen Provinz Jiangsu. Er hat eine Fläche von 1.108 km² und zählt 866.337 Einwohner (Stand: Zensus 2010). Sein Hauptort ist die Großgemeinde Hai’an (海安镇).
Die neolithische Qingdun-Stätte (Qingdun yizhi 青墩遗址) steht seit 2006 auf der Liste der Denkmäler der Volksrepublik China (6-75).